# Attica Orientale
L'unità periferica dell'Attica Orientale (in greco Περιφερειακή ενότητα Ανατολικής Αττικής?) è una delle suddivisioni amministrative di secondo livello della Grecia create in seguito alla riforma amministrativa detta Programma Callicrate. Fa parte della regione amministrativa (in greco περιφέρειες?, perifereies) dell'Attica.
Il suo territorio comprende la parte orientale dell'area urbana di Atene e le aree rurali ad oriente della capitale.

## Prefettura
Fino al 2011 Attica Orientale era il nome di una delle prefetture. I precedenti comuni, in seguito alla riforma, sono stati riorganizzati nella maniera sottoesposta.
| Nuovo comune           | Comune precedente    | Sede             |
| ---------------------- | -------------------- | ---------------- |
| Acharnes               | Acharnes             | Acharnes         |
| Acharnes               | Thrakomakedones      | Acharnes         |
| Dionysos               | Dionysos             | Agios Stefanos   |
| Dionysos               | Agios Stefanos       | Agios Stefanos   |
| Dionysos               | Anoixi               | Agios Stefanos   |
| Dionysos               | Drosia               | Agios Stefanos   |
| Dionysos               | Kryoneri             | Agios Stefanos   |
| Dionysos               | Rodopoli             | Agios Stefanos   |
| Dionysos               | Stamata              | Agios Stefanos   |
| Kropia                 | Kropia               | Koropi           |
| Lavreotiki             | Lavreotiki           | Laurium          |
| Lavreotiki             | Agios Konstantinos   | Laurium          |
| Lavreotiki             | Keratea              | Laurium          |
| Maratona               | Maratona             | Maratona         |
| Maratona               | Grammatiko           | Maratona         |
| Maratona               | Nea Makri            | Maratona         |
| Maratona               | Varnavas             | Maratona         |
| Markopoulo Mesogaias   | Markopoulo Mesogaias | Markopoulo       |
| Oropos                 | Afidnes              | Oropos           |
| Oropos                 | Avlona               | Oropos           |
| Oropos                 | Kalamos              | Oropos           |
| Oropos                 | Kapandriti           | Oropos           |
| Oropos                 | Malakasa             | Oropos           |
| Oropos                 | Markopoulo Oropou    | Oropos           |
| Oropos                 | Oropos               | Oropos           |
| Oropos                 | Polydendri           | Oropos           |
| Oropos                 | Sykamino             | Oropos           |
| Paiania                | Paiania              | Paiania          |
| Paiania                | Glyka Nera           | Paiania          |
| Pallene                | Pallene              | Gerakas          |
| Pallene                | Anthousa             | Gerakas          |
| Pallene                | Gerakas              | Gerakas          |
| Rafina-Pikermi         | Rafina               | Rafina           |
| Rafina-Pikermi         | Pikermi              | Rafina           |
| Saronikos              | Anavyssos            | Kalyvia Thorikou |
| Saronikos              | Kalyvia Thorikou     | Kalyvia Thorikou |
| Saronikos              | Kouvaras             | Kalyvia Thorikou |
| Saronikos              | Palaia Fokaia        | Kalyvia Thorikou |
| Saronikos              | Saronida             | Kalyvia Thorikou |
| Spata-Artemida         | Artemida             | Spata            |
| Spata-Artemida         | Spata-Loutsa         | Spata            |
| Vari-Voula-Vouliagmeni | Vari                 | Voula            |
| Vari-Voula-Vouliagmeni | Voula                | Voula            |
| Vari-Voula-Vouliagmeni | Vouliagmeni          | Voula            |

## Geografia antropica

### Suddivisioni amministrative
Dal 1997, con l'attuazione della riforma Kapodistrias, la prefettura dell'Attica Orientale era suddivisa in 20 comuni e 25 comunità.
| comune               | codice YPES | capoluogo (se diverso) | codice postale | prefisso tel. |
| -------------------- | ----------- | ---------------------- | -------------- | ------------- |
| Acharnes             | 0309        |                        |                |               |
| Agios Stefanos       | 0302        |                        |                |               |
| Artemis              | 0306        |                        |                |               |
| Avlona               | 0307        |                        |                |               |
| Gerakas              | 0314        |                        |                |               |
| Glyka Nera           | 0315        |                        |                |               |
| Kalyvia Thorikou     | 0321        |                        |                |               |
| Keratea              | 0323        |                        |                |               |
| Kropia               | 0326        | Koropi                 |                |               |
| Lavreotiki           | 0327        | Laurio                 |                |               |
| Maratona             | 0329        |                        |                |               |
| Markopoulo Mesogaias | 0330        |                        |                |               |
| Nea Makri            | 0332        |                        |                |               |
| Paiania              | 0334        |                        |                |               |
| Pallene              | 0336        |                        |                |               |
| Rafina               | 0339        |                        |                |               |
| Spata                | 0343        |                        |                |               |
| Vari                 | 0310        |                        |                |               |
| Voula                | 0312        |                        |                |               |
| Vouliagmeni          | 0313        |                        |                |               |
| comunità             | codice YPES | capoluogo (se diverso) | codice postale | prefisso tel. |
| Agios Konstantinos   | 0301        |                        |                |               |
| Afidnes              | 0308        |                        |                |               |
| Anavyssos            | 0303        |                        |                |               |
| Anoixi               | 0305        |                        |                |               |
| Anthousa             | 0304        |                        |                |               |
| Dionysos             | 0317        |                        |                |               |
| Drosia               | 0318        |                        |                |               |
| Grammatiko           | 0316        |                        |                |               |
| Kalamos              | 0320        |                        |                |               |
| Kapandriti           | 0322        |                        |                |               |
| Kouvaras             | 0324        |                        |                |               |
| Kryoneri             | 0325        |                        |                |               |
| Malakasa             | 0328        |                        |                |               |
| Markopoulo Oropou    | 0331        |                        |                |               |
| Nea Palatia          | 0333        |                        |                |               |
| Oropos               | 0346        |                        |                |               |
| Palaia Fokaia        | 0335        |                        |                |               |
| Pikermi              | 0337        |                        |                |               |
| Polydendri           | 0338        |                        |                |               |
| Rodopoli             | 0340        |                        |                |               |
| Saronida             | 0341        |                        |                |               |
| Skala Oropou         | 0342        |                        |                |               |
| Stamata              | 0344        |                        |                |               |
| Sykamino             | 0345        |                        |                |               |
| Thrakomakedones      | 0319        |                        |                |               |
| Varnava              | 0311        |                        |                |               |